# Perham Down
Perham Down är en by i Wiltshire distrikt i Wiltshire grevskap i England. Byn är belägen 22,2 km 
från Salisbury. Orten har 1 525 invånare (2016).